# Bezirk Val-de-Travers
Der District du Val-de-Travers war bis am 31. Dezember 2017 ein Bezirk des Kantons Neuenburg in der Schweiz. Das Bezirksgebiet setzt sich aus dem Val de Travers, das von der Areuse durchflossen wird, dem Vallon des Verrières und den umliegenden Jurahöhen zusammen. 
Zum Bezirk gehörten folgende Gemeinden (Stand: 1. Januar 2016):
| Wappen           | Name der Gemeinde | Einwohner (31. Dezember 2017) | Fläche in km² | Einw. pro km² |
| ---------------- | ----------------- | ----------------------------- | ------------- | ------------- |
| La Côte-aux-Fées | La Côte-aux-Fées  | 435                           | 12,83         | 34            |
| Les Verrières    | Les Verrières     | 718                           | 28,87         | 25            |
| Val-de-Travers   | Val-de-Travers    | 10'745                        | 124,74        | 86            |
| Total (3)        | Total (3)         | 11'898                        | 166,44        | 71            |

## Geschichte
Bekannt geworden ist die Talschaft besonders durch die Absinth-Produktion, die von 1910 bis zur Aufhebung des Verbotes im Jahre 2005 in der Illegalität erfolgte. Zu den weiteren im Val-de-Travers beheimateten Industriezweigen gehören die Schokolade- und Uhrenfabrikation. Von 1712 bis 1986 waren die Asphaltminen La Presta in Betrieb, die mittlerweile im Rahmen eines Museums besichtigt werden können.
Am 3. April 2007 haben sich die Gemeindeparlamente aller Gemeinden des Bezirks einstimmig für die Fusion der elf Gemeinden des Bezirks Val-de-Travers entschieden. Die Vorlage über den Zusammenschluss wurde den Stimmberechtigten am 17. Juni 2007 unterbreitet. Da sich die Stimmberechtigten der Gemeinden Les Verrières und La Côte-aux-Fées jedoch gegen den Zusammenschluss ausgesprochen haben, konnte die Fusion vorerst nicht stattfinden. Die zustimmenden Gemeinden arbeiteten ein neues Projekt aus, das am 23. Februar 2008 von den Stimmbürgern des Kantons Neuenburg gutgeheissen wurde. Per 1. Januar 2009 wurde aus 9 Gemeinden die neue Gemeinde Val-de-Travers gegründet.
Bis zum 31. Dezember 2008 sah die Gemeindelandschaft des Bezirks wie folgt aus:
| Name der Gemeinde | Einwohner (31. Dez. 2007) | Fläche in km² | Einw. pro km² |
| ----------------- | ------------------------- | ------------- | ------------- |
| Boveresse         | 392                       | 12,90         | 30            |
| Buttes            | 601                       | 18,20         | 33            |
| Couvet            | 2755                      | 16,41         | 168           |
| Fleurier          | 3518                      | 7,74          | 455           |
| La Côte-aux-Fées  | 469                       | 12,83         | 37            |
| Les Bayards       | 369                       | 19,15         | 19            |
| Les Verrières     | 669                       | 28,67         | 23            |
| Môtiers           | 825                       | 6,42          | 129           |
| Noiraigue         | 506                       | 6,38          | 79            |
| Saint-Sulpice     | 644                       | 13,09         | 49            |
| Travers           | 1226                      | 24,65         | 50            |
| Total (11)        | 11'974                    | 166,44        | 72            |

## Veränderungen im Gemeindebestand

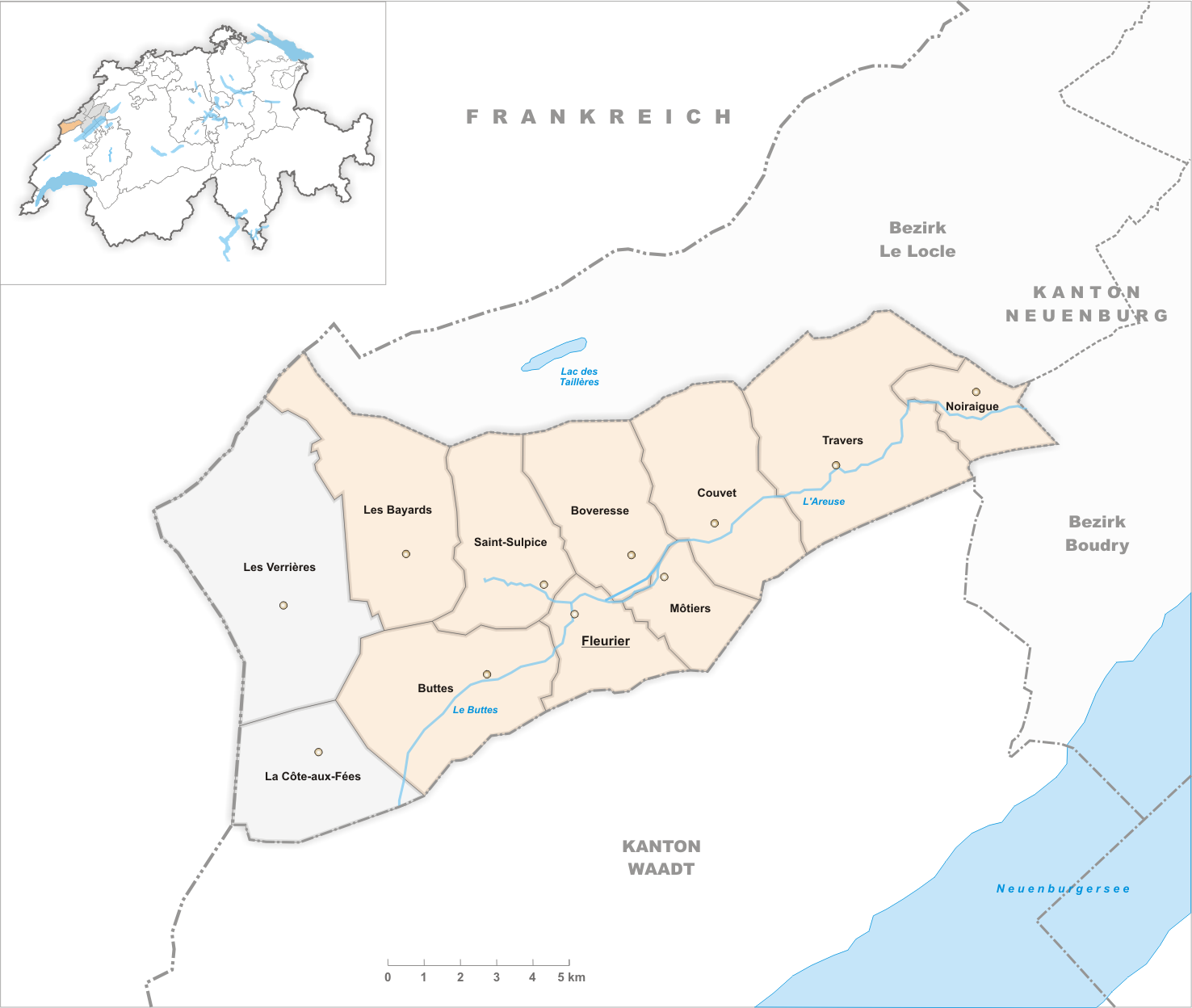
Gemeinden bis 2008

- 2009: Fusion Boveresse, Buttes, Couvet, Fleurier, Les Bayards, Môtiers, Noiraigue und Travers → Val-de-Travers